# Tismana
Tismana è una città della Romania di 7876 abitanti, ubicata nel distretto di Gorj, nella regione storica dell'Oltenia.
Fanno parte dell'area amministrativa anche le località di Celei, Costeni, Gornoviţa, Isvarna, Pocruia, Racoţi, Sohodol, Topeşti, Vâlcele e Vânăta.